# 言えない秘密
『言えない秘密』（原題：不能説的・秘密）は、2007年公開の台湾映画。監督・脚本・主演はジェイ・チョウで、本作が初監督作となった。

## あらすじ
ピアノを勉強するために父が教師を務める淡江芸術学院の音楽科に転校してきたシャンルン（ジェイ・チョウ）は、取り壊しが近い旧校舎のピアノ室で、神秘的なメロディを奏でるシャオユー（グイ・ルンメイ）という名の女性と出会う。
今までに耳にしたことのない美しい旋律に強く惹かれたシャンルンはシャオユーに曲名を尋ねるが、「それは誰にも“言えない秘密”よ」と耳元で優しく囁くだけだった。
どこか謎めいた雰囲気のあるシャオユーに惹かれたシャンルンは、学校からの帰り道、一緒に雨宿りをし、自転車で彼女を家まで送っていく。母親がいない家庭に育ったシャンルンと父親がいない家庭に育ったシャオユー。境遇が似た二人は、家族そして音楽のことを話すうちに心を通わせていくのだった。
淡江芸術学院に転校して間もないある日、シャンルンは、同校で“ピアノ王子”の異名をとるユーハオに対して、どちらがピアニストとして優れているのかを決めようと挑戦状を叩きつける。ユーハオに勝るとも劣らない即興演奏を見せたシャンルンは、生徒たちから拍手喝采を浴び、ユーハオが大切にしている楽譜をもらいうける。
シャンルンは、その楽譜をシャオユーにプレゼントしたいがために、ユーハオに挑んだのだった。翌日、シャオユーの自宅の屋上で楽譜をプレゼントしたシャンルンは、彼女と初めてのキスを交わす。ピアノ室で連弾したり、レコード屋で好きな曲を試聴したりと二人の恋は順風満帆に見えたのだが…。
喘息の持病を持つシャオユーは、学校を休みがちになる。そんな彼女を心配したシャンルンは、「喘息にはリンゴがいい」とのアドバイスを父親（アンソニー・ウォン）から受け、リンゴを持っていく。ようやく、体調が戻り学校にやって来たシャオユーと放課後にピアノ室で会う約束する。しかし、そこに現れたのは、クラスメートのチンイー（アリス・ツォン）だった。シャンルンに想いを寄せるチンイーは彼にキスをするが、その現場をピアノ室に現われたシャオユーに目撃されてしまう。
ショックを受けたシャオユーはその場を走り去り、その日を境にばったりと学校に現れなくなってしまった。シャンルンは彼女の家を訪ねて誤解を解こうとするが、シャオユーは学校を辞めたと母親から聞かされたうえ、今は体調を崩して寝ているから会うことはできないと門前払いをされる。
それから5ヶ月が経ち、シャンルンは卒業式の日を迎えた。卒業式のクラシック演奏会でシャオユーのためにピアノを弾く約束をしていたシャンルンは、約束通りステージにあがるが、あの日以来一度も会っていないシャオユーが遠くから見ていることに気づく。演奏を途中で止めたシャンルンは、逃げるシャオユーの後を追うと、彼女を強く抱きしめる。
久しぶりに再会を果たした二人だが、シャオユーの様子はどこかおかしく、再び彼の前から姿を消してしまう。シャンルンの父親は、演奏を途中で止めた息子の後を追うと、シャンルンが一人でいるところを発見し、ステージに戻るように促す。急いで戻ってきたシャンルンだったが、すでに演奏は終わっていた。友人に女の子を見なかったと聞くが、「ダンスパーティの時もずっと一人で踊っていた」と言われる。自分は確かにシャオユーと再会したはず…これはいったいどういうことなのか?
不可解な感覚に囚われたシャンルンは、彼女の家を再度訪ねる。母親に案内されて部屋に入ると、シャオユーはそこにはおらず、まるで数十年の時が止まってしまったかのように、埃を被ったピアノや机などが置かれていた。そして、シャンルンは部屋で見つけた一枚の古い似顔絵に衝撃を受ける。シャオユーが抱える「秘密」の意味を理解したシャンルンは、取り壊し工事が始まった旧校舎に潜り込み、二人が出会ったあの日に聴いた曲を思い出しながら弾き始めるのだった…。

## キャスト
- シャンルン（葉湘倫） - ジェイ・チョウ（周杰倫）[1]
- ルー・シャオユー（路小雨） - グイ・ルンメイ（桂綸鎂）[1]
- シャンルンの父親（葉老師） - アンソニー・ウォン（黃秋生）[1]
- チンイー（晴依） - アリス・ツォン（曾愷玹）[1]
- シャオユーの母親（小雨母） - スー・ミンミン（蘇明明）
- アラン（阿郎） - ホアン・ジュンラン（黃俊郎）
- アバオ（阿寶） - ダントウ（宋健彰）
- ダーヨン - 杜國璋
- ユーハオ先輩 / ピアノ王子（宇豪） - ユーハオ（詹宇豪）
- シュエカオ先輩（雪糕） - 黃心昱

## スタッフ
- 監督：ジェイ・チョウ[2]
- 脚本：ジェイ・チョウ、トー・チーロン[1]
- 音楽：ジェイ・チョウ、テルサック・ヤンパン[1]
- 主題歌：ジェイ・チョウ「言えない秘密」（作詞：方文山、作曲：ジェイ・チョウ）
- 美術：グオ・チーダー[1]
- 衣装：ドラ・ン[1]
- 録音：ドゥー・トゥーチー[1]
- 撮影：リー・ピンビン[1]
- 編集：チョン・カーファイ[1]
- 監修：J.R.ヤン[1]、リン・ビンクン[1]
- プロデューサー：ソン・ダイ[1]、ビル・コン[1]、千葉龍平[1]
- 制作：ホアン・チーミン[1]
- 配給：エイベックス・エンタテインメント（日本）[2]

## 主な受賞
- 第44回台湾金馬奨（2007年）：（台湾のアカデミー賞）3部門を受賞 最優秀台湾映画賞 / 主題歌賞 / 視覚効果賞

## ソフトウェア

### CD
販売元：ソニー・ミュージックジャパンインターナショナル
- 「Secret/不能説的秘密」（オリジナルサウンドトラック）（2007年11月28日）

### DVD
発売・販売元：松竹
- 「言えない秘密」（2011年6月8日）

## 日本版
2024年6月28日に公開された。監督は河合勇人、主演は本作が映画単独初主演となる京本大我、ヒロイン役を古川琴音が務める。

### キャスト（日本版）

#### 主要人物
樋口湊人（ひぐち みなと）
演 - 京本大我
ピアノが弾けなくなってしまった音大生。
内藤雪乃（ないとう ゆきの）
演 - 古川琴音
ある秘密を抱える音大生。

#### 周辺人物
浅野ひかり
演 - 横田真悠
湊人の幼馴染で、同じ大学の学生。
棚橋順也
演 - 三浦獠太
湊人の友人。音大の3年生。
広瀬慎之介
演 - 坂口涼太郎
湊人の友人。音大の3年生。
山本修治
演 - 皆川猿時
音大の教授。
内藤敦子
演 - 西田尚美
雪乃の母。
樋口透
演 - 尾美としのり
湊人の父。

### スタッフ（日本版）
- 原案：映画『言えない秘密』Based on “Secret（不能説的秘密）” Original Story by Jay Chou
- 監督：河合勇人
- 脚本：松田沙也
- 音楽：富貴晴美
- 主題歌：SixTONES「ここに帰ってきて」（Sony Music Labels）[5]
- 製作：依田巽、中村浩子、松下幸生、高見洋平、渡辺和則
- エグゼクティブプロデューサー：松下剛
- 企画・プロデュース：山田実
- プロデューサー：守屋圭一郎
- 撮影：足立真仁
- 照明：市川徳充
- 録音：藤本賢一（J.S.A.）
- 美術：古積弘二
- 編集：瀧田隆一
- スクリプター：中村愛由美
- 音楽プロデューサー：佐々木次彦
- 装飾：平野紘司
- 衣裳：伊藤美恵子
- ヘアメイク：藤原ゆみ
- VFXスーパーバイザー：鎌田康介
- キャスティング：岸さあり
- 助監督：牧野将
- 制作担当：今井聖
- ラインプロデューサー：森太郎
- 宣伝プロデューサー：泉田泰佑
- 連弾編曲・ピアノ演奏：アンセット・シス（山中惇史 / 高橋優介）
- 制作プロダクション：ROBOT
- 製作幹事・配給：ギャガ
- 製作：『言えない秘密』製作委員会（ギャガ、ストームレーベルズ、クオラス、講談社、ソニー・ミュージックエンタテインメント）

### 漫画
倉地よねによるコミカライズが、『デザート』（講談社）にて2024年2月号より同年5月号まで短期集中連載された。単行本は2024年5月13日にKCデラックスレーベルより発売された（ISBN 978-4-06-535832-0）。